# Ты записался добровольцем?
«Ты записался добровольцем?» — большевистский агитационный плакат, созданный художником Дмитрием Моором в июне 1920 года, во время Гражданской войны в России.

## Описание плаката
Красноармеец в красной будёновке, направив указательный палец своей правой руки на зрителя, призывает записываться добровольцем в Красную армию. Глаза красноармейца из плаката устремлены прямо на зрителя.
В левом верхнем углу плаката располагается аббревиатура «Р. С. Ф. С. Р.» (в 1918—1936 годах она означала — Российская Социалистическая Федеративная Советская Республика), в правом верхнем углу — лозунг «Пролетарии всех стран, соединяйтесь!». Размеры плаката: 106×71 см.

## История
Дмитрий Моор создал плакат за одну ночь в конце июня 1920 года в трудный для Красной армии период: на Западном фронте — разгар польской операции, на Южном — боевые действия против армии Врангеля. Плакат призывает добровольно вступать в ряды РККА. Сам художник говорил о нём:

На этом плакате — красноармеец, указывающий пальцем, глаза его устремлены прямо на зрителя и поворачиваются по ходу его. Я собрал много разговоров по поводу этого плаката. Некоторые мне говорили, что они стыдились его, что им было стыдно не записаться добровольцами.

Плакат нарисован по подобию британского агитационного плаката 1914 года «Лорд Китченер надеется на тебя», на котором изображён военный министр граф Китченер. Композиция британского плаката была использована художниками для создания аналогичных плакатов в США, Германии, Италии, Бразилии и России.
Существует мнение, что Дмитрий Моор в образе красноармейца изобразил самого себя, как и автор американского вербовочного плаката Джеймс Монтгомери Флэгг, придавший собственные черты образу «Дяди Сэма» на вербовочном плакате.
По тематике плакат пересекается с плакатом 1919 года «Отчего вы не в армии?» белой армии генерала А. И. Деникина, который в свою очередь является перерисовкой итальянского плаката 1917 года «Выполните все свои обязанности!» (автор — Лучано Мауцан). Сравнивая «красный» плакат с «белым», дизайнер Артемий Лебедев отмечал: «Сложно избавиться от ощущения, что белые проиграли войну только из-за дизайнерской беспомощности — все их плакаты блёкнут на фоне красной агитации».
- Британский агитационный плакат c портретом лорда Китченера. Надпись на нём гласит: «Британцы! Нуждаюсь в вас. Вступайте в армию вашей страны! Боже, храни короля». 1914 год
- Дядя Сэм на плакате, вербующем солдат в армию США, 1917 год
- Плакат Добровольческой армии «Отчего вы не в армии?» (в правом верхнем углу — шеврон цветов национального флага России), 1919 год
- «Ты чем помог фронту?», 1941 год

В 1941 году, во время Великой Отечественной войны, Дмитрий Моор создал новую версию плаката, на котором изображён солдат в каске и с надписью «Ты чем помог фронту?». Были выпущены версии плаката на языках народов СССР.
Плакат приобрёл новую популярность в России после распада СССР, когда на него появился ряд пародий.